# ألفارو ميدران
الفارو ميدران جوست (بالإسبانية: Álvaro Medrán Just)‏ (ولد 15 مارس عام1994) يلعب حالياً في نادي الاتفاق السعودي , كان يعتبر أحدث الوجوه الشابة التي قدمها فريق ريال مدريد للجماهير ووسائل الإعلام حيث وضع بصمته بهدف من أهداف فريقه الأربعة ضد فريق لودوجاريتس البلغاري ليبدأ مشواره الحقيقي مع الفريق الأول.
جاء من الفريق الثالث لريال مدريد حيث أتيحت له فرصة المشاركة مع الفريق الأول في الصيف الماضي عندما ضم كارلو أنشيلوتي عدة وجوه من فرق الشباب من أجل التحضير للموسم الجديد وذلك لأن نجوم الفريق الأول كانوا في فترة راحة بعد المونديال وكان ميدران من بين المشاركين في المعسكر الصيفي وخطف أنظار أنشيلوتي في التدريبات مما دفعه للمشاركة وديا أمام الانتر الإيطالي. ميدران شارك بين الفريق الثاني للريال في الدرجة الثالثة وبين الفريق الأول للريال وقت الحاجة إليه وهو كان قد شارك في مباراة كاملة في كأس ملك إسبانيا. والآن يلعب مع نادي الاتفاق السعودي.